# Élections législatives thaïlandaises de 1969
En 1969, en Thaïlande, les élections législatives se tiennent le 10 février, afin de renouveler les 219 sièges de la Chambre des représentants.
Il s'agit de la première élection depuis le coup d'État du 20 octobre 1958, permettant à Sarit Thanarat de reprendre le pouvoir et de diriger le pays par un « Conseil révolutionnaire (th) ». Thanom Kittikachorn, déjà Premier ministre avant le coup d'État, retrouve sa fonction après la mort de son prédécesseur en 1963. Après une interdiction des partis politiques et un Parlement remplacé par une Assemblée constituante par une constitution temporaire en 1959, ceux-ci sont restaurés avec la constitution de 1969. 
Le Peuple thaï uni (en), mené par Thanom Kittikachorn, remporte 75 sièges, soit la majorité relative, suivi de 72 députés élus sans étiquette. Le Parti démocrate, mené par l'ancien Premier ministre Seni Pramot, progresse de nouveau nettement en remportant 57 sièges, et devient ainsi première force d'opposition au sein de la Chambre. Le taux de participation est de 49,16 % lors de cette élection.
À l'issue de l'élection, 30 députés indépendants rejoignent le parti gouvernemental, ce qui renforce la légitimité de la junte. Bien que toujours majoritaire au sein de la Chambre, celle-ci ne parvient pas à la majorité absolue. 

## Résultats
| Parti                     | Parti                              | Sièges     | Sièges | +/- |
| ------------------------- | ---------------------------------- | ---------- | ------ | --- |
|                           | Peuple thaï uni                    | 75         | 75     | Nv  |
|                           | Indépendants                       | 72         | 72     | 13  |
|                           | Parti démocrate                    | 57         | 57     | 18  |
|                           | Coalition démocratique             | 7          | 7      | Nv  |
|                           | Coalition économique               | 4          | 4      | Nv  |
|                           | Parti citoyen                      | 2          | 2      | Nv  |
|                           | Sammachip - Parti des agriculteurs | 1          | 1      | Nv  |
|                           | Parti libéral-démocrate            | 1          | 1      | 4   |
| Total                     | Total                              | 219        | 219    | 59  |
|                           |                                    |            |        |     |
| Votes valides             | Votes valides                      | 6 857 133  | 94,12  |     |
| Votes blancs et invalides | Votes blancs et invalides          | 428 699    | 5,88   |     |
| Total                     | Total                              | 7 285 832  | 100    |     |
| Inscrits / participation  | Inscrits / participation           | 14 820 180 | 49,16  |     |